# Meliana
Meliana és un municipi del País Valencià situat a la comarca de l'Horta Nord.

## Geografia
Un poble proper a la costa, al nord de la ciutat de València, que ha crescut a la vora de l'antiga carretera de Barcelona i del "trenet" que uneix el Cap-i-Casal amb Rafelbunyol, que actualment pertany a Ferrocarrils de la Generalitat Valenciana (FGV). El terme és allargat d'est a oest i limita al nord-est amb el terme de Foios, a l'oest amb els termes de Foios i Les Cases de Bàrcena (pedania al nord de València), a l'est amb la mar Mediterrània, al sud-oest amb el terme de València i al sud amb els termes d'Almàssera i Alboraia.
El nucli urbà de Meliana es troba a l'oest del terme municipal i ocupa una superfície de 75,70 ha. Uns altres dos nuclis urbans a tenir en compte són: Roca (amb 9,30 ha) i Nolla (amb 4,80 ha).

### Barris i pedanies
El nucli urbà de Meliana es troba a l'oest del terme municipal i ocupa una superfície de 75,70 ha. Dos nuclis urbans que convé tenir en compte són: Roca (amb 9,30 ha) i Nolla (amb 4,80 ha).

### Localitats limítrofes
El terme municipal de Meliana limita amb les següents localitats: Alboraia, Almàssera i Foios totes elles de la comarca de l'Horta Nord.

### Accessos
Per carretera, la manera més senzilla d'arribar a Meliana des de la ciutat de València és a través de la carretera CV-300. Amb transport públic, s'hi pot accedir a través de la línia 3 de Metrovalència i amb autobús.

## Història
L'única dada arqueològica del terme que es coneix és la troballa esporàdica, en les proximitats de la població, d'una destral de pedra polida, de difícil classificació cultural i cronològica, de la qual només es coneix la dada que amidava 12,5 cm de llarg.
Els àrabs, probables fundadors de la Meliana actual, la van anomenar "Miliana". El rei Jaume I la va conquistar en 1238 i del succés de la batalla del Puig va quedar memòria a Meliana amb l'erecció de l'ermita de la Misericòrdia, en la porta de la qual existia un retaule de rajoles, traslladat posteriorment al nou ermitori.
En 1646, gairebé mig segle després de l'expulsió dels moriscs, Meliana comptava amb 90 cases (uns 450 habitants). En 1794, segons Cavanilles, tenia 250 cases i uns 1.000 habitants. En el segle xix el creixement va ser molt considerable.
Entre 1834 i 1885 va sofrir diverses vegades la presència de la còlera.

## Demografia
Meliana es troba actualment en plena expansió urbanística, pel desplegament de les unitats d'execució del Pla Urbanístic de 1991, fet que aportarà un creixement de la població. Això provoca una destucció d'Horta per construir nous edificis.
| any  | habitants |
| ---- | --------- |
| 1900 | 2.696     |
| 1910 | 3.199     |
| 1920 | 3.392     |
| 1930 | 4.002     |
| 1940 | 4.530     |
| 1950 | 4.659     |
| 1960 | 5.173     |
| 1970 | 7.122     |
| 1981 | 8.847     |
| 1991 | 9.122     |
| 2000 | 9.051     |
| 2005 | 9.512     |
| 2009 | 10.395    |
| 2012 | 10.666    |
| 2020 | 10.970    |
| 2022 | 10.881    |

## Economia
Meliana ha sigut tradicionalment un poble agrícola, encara que en els darrers anys ha perdut importància en favor d'altres activitats. Els cultius predominants són les hortalisses (creïlles, melons d'alger, carxofes, cebes i tomaques), xufes per a fer orxata i, en menors proporcions, el tabac i alguns fruiters com el taronjer. L'horta es rega amb la Séquia Reial de Montcada, que es deriva en tres séquies principals o braços, denominats de la Plaça, Xinxoler i Botifarra. Existeixen així mateix, diversos pous de reg.
Tot i tindre costa, Meliana no és un poble de pescadors. L'activitat industrial supera en l'actualitat a l'agrícola, tant pel valor de la seua producció com per la mà d'obra. El polígon industrial de la Closa ha permés la instal·lació de xicotetes i mitjanes empreses, que ajuden el creixement i ocupació de la població.
L'activitat econòmica es completa amb el comerç, un sector consolidat i en creixement, que ha fet d'alguns carrers de Meliana un centre comercial, i que es dinamitza des de l'Associació de Comerciants i Professionals de Meliana (MAC). Destaquen els 100 anys de funcionament de la Cooperativa Elèctrica. A poc a poc, Meliana s'ha consolidat com un poble de serveis, pròxim a València i ben comunicat. Des de 1995 se celebra amb gran èxit la FIMEL, Fira Comercial i Agrícola de Meliana i l'Horta Nord. La FIMEL fa de Meliana un centre de referència comercial de la comarca, on dona a conéixer una oferta comercial completa i de qualitat.

## Política i govern

### Composició de la Corporació Municipal
El Ple de l'Ajuntament està format per 17 regidors. En les eleccions municipals de 26 de maig de 2019 foren elegits 7 regidors de Compromís per Meliana (Compromís), 5 del Partit Popular (PP), 3 del Partit Socialista del País Valencià (PSPV-PSOE), 1 de Ciutadans - Partit de la Ciutadania (Cs) i 1 d'Unides Podem (Podem-EUPV).
| Eleccions municipals de 26 de maig de 2019 - Meliana |                                          |                                     |                                     |        |          |          |
| Candidatura | Candidatura                              | Candidatura                         | Cap de llista                       | Vots   | Vots     | Regidors |
| | Compromís per Meliana                    |                                     | Josep Antoni Riera Vicent           | 2.167  | 39,24%   | 7 ()     |
| | Partit Popular                           |                                     | Pedro Antonio Cuesta Tobajas        | 1.726  | 31,25%   | 5 (-2)   |
| | Partit Socialista del País Valencià-PSOE |                                     | Manuel Ferrer Ramos                 | 889    | 16,10%   | 3 (+1)   |
| | Ciutadans - Partit de la Ciutadania      |                                     | José Manuel Zaragoza Segarra        | 371    | 6,72%    | 1 (+1)   |
| | Unides Podem                             |                                     | Rafael Pla López                    | 308    | 5,58%    | 1 ()     |
| | Vots en blanc                            |                                     |                                     | 62     | 1,12%    |          |
| Total vots vàlids i regidors | Total vots vàlids i regidors             | Total vots vàlids i regidors        | Total vots vàlids i regidors        | 5.523  | 100 %    | 17       |
| | Vots nuls                                | Vots nuls                           | Vots nuls                           | 57     | 1,02%    |          |
| Participació (vots vàlids més nuls) | Participació (vots vàlids més nuls)      | Participació (vots vàlids més nuls) | Participació (vots vàlids més nuls) | 5.580  | 67,70%** |          |
| Abstenció | Abstenció                                | Abstenció                           | Abstenció                           | 2.662* | 32,30%** |          |
| Total cens electoral | Total cens electoral                     | Total cens electoral                | Total cens electoral                | 8.242* | 100 %**  |          |
| Alcalde: Josep Antoni Riera Vicent (Compromís) (15/06/2019) Per majoria absoluta dels vots dels regidors (11 vots: 7 de Compromís, 3 de PSPV i 1 de Podem-EUPV) |                                          |                                     |                                     |        |          |          |
| Fonts: Ministeri de l'Interior, Junta Electoral de Zona de València. Periòdic Ara. (* No són vots sinó electors. ** Percentatge respecte del cens electoral.)   |                                          |                                     |                                     |        |          |          |

### Alcaldes
Des del 17 de juny del 2023 l'alcaldessa de Meliana és Trini Montañana Traver de Partido Popular.
| Període                       | Alcalde o alcaldessa                                             | Partit polític    | Data de possessió                | Observacions                                      |
| ----------------------------- | ---------------------------------------------------------------- | ----------------- | -------------------------------- | ------------------------------------------------- |
| 1979–1983                     | Vicent Ferrer Cots                                               | APIM              | 19/04/1979                       | --                                                |
| 1983–1987                     | Cristobal Casares Biot                                           | PSPV-PSOE         | 28/05/1983                       | --                                                |
| 1987–1991                     | Cristobal Casares Biot                                           | PSPV-PSOE         | 30/06/1987                       | --                                                |
| 1991–1995                     | Frederic Molins Orts Amparo Belmonte Burgos                      | PSPV-PSOE         | 15/06/1991 1993                  | Defunció --                                       |
| 1995–1999                     | Amparo Belmonte Burgos                                           | PSPV-PSOE         | 17/06/1995                       | --                                                |
| 1999–2003                     | Vicent Ahuir Cardells                                            | BLOC              | 03/07/1999                       | --                                                |
| 2003–2007                     | Blas Lorenzo Devis Roig Antonio Marí Gómez Vicent Ahuir Cardells | PP PSPV-PSOE BLOC | 14/06/2003 28/02/2004 01/03/2006 | Moció de censura PSPV+Bloc+Entesa Pacte de govern |
| 2007–2011                     | Blas Lorenzo Devis Roig                                          | PP                | 16/06/2007                       | --                                                |
| 2011–2015                     | Blas Lorenzo Devis Roig Pere Antoni Cuesta Tobajas               | PP                | 11/06/2011 13/07/2013            | Dimissió/renúncia --                              |
| 2015–2019                     | Josep Antoni Riera i Vicent                                      | Compromís         | 13/06/2015                       | --                                                |
| 2019-2023                     | Josep Antoni Riera i Vicent                                      | Compromís         | 15/06/2019                       | --                                                |
| Des de 2023                   | Trini Montañana Traver                                           | PP                | 17/06/2023                       | --                                                |
| Fonts: Generalitat Valenciana |                                                                  |                   |                                  |                                                   |

## Monuments

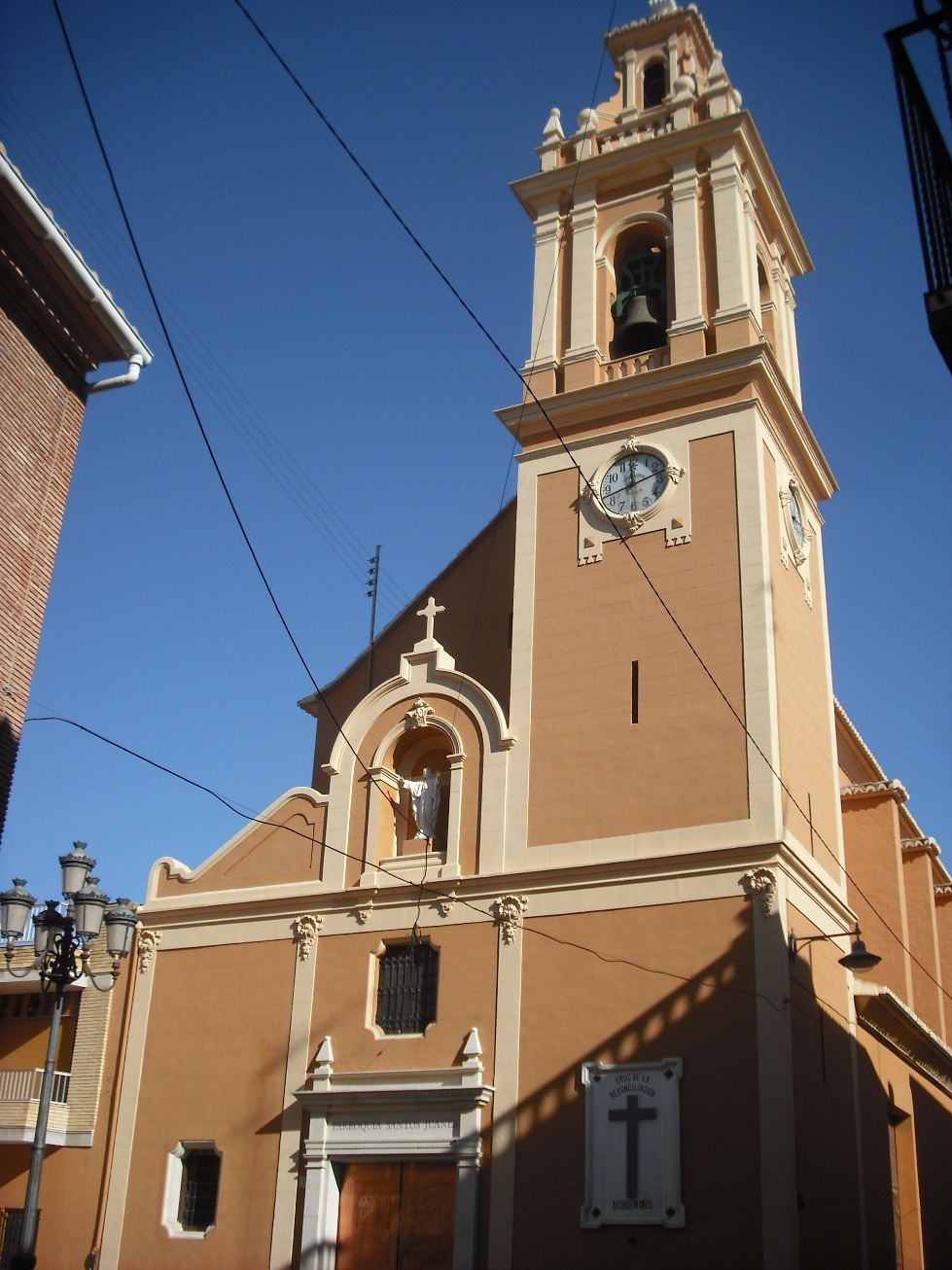
Façana de l'església dels Sants Joans

- Església parroquial dels Sants Joans. Va ser construïda a mitjan segle xvi segons els cànons renaixentistes. En el segle xviii va ser recoberta amb elements xurriguerescs, destacant la sèrie de rajoles que recobrixen el sòcol.[7]

- Palau Nolla. També conegut com a "Vila Ivonne" i "Palauet dels Nolla", és una mansió construïda a la fi del segle xviii com a habitatge del director de la fàbrica Rajoles Nolla. Més tard la va habitar una família francesa, i per això rep la segona denominació. Posteriorment, amb la desaparició de la fàbrica de Nolla i la seua substitució per la de Gardy, va ser usada com a almagatzem. Finalment va passar a ser propietat de l'Ajuntament de Meliana.

- Ermita de la Mare de Déu de la Misericòrdia. Situada en la carretera N-340, va ser construïda a principis del segle xx.

- Ermita del Crist de la Providència.

## Cultura
Sobre l'activitat cultural i associativa de Meliana, és destacable la creació en 1989 de l'IMC (Institut Municipal de Cultura) que permet una oferta cultural extensa (teatre, plàstica, literatura, investigació, música...) que té una acceptació comarcal important. A més, Meliana compta amb un conservatori de música. Hi ha un alt grau d'associacionisme al voltant de grups juvenils, les falles, les penyes taurines, els esports i entitats de tipus social com ara l'Agrupament Escolta Jaume I o l'ASID.
Meliana alhora és una localitat moderna i activa, mostra d'això és per exemple l'Hortanet Lan party, una event informàtic pioner en la comarca.

## Festes i celebracions
- Festes Majors. Celebra les seues festes entre els dies 11 al 14 de setembre en honor de la Verge de la Misericòrdia i al Crist de la Providència. Una setmana abans se celebren les festes de Moros i cristians en la qual les comparses mores i les cristianes desfilen per alguns carrers de Meliana.

## Esports
Amb èxit en diverses modalitats, especialment la galotxa i el frontó, el Club de Pilota de Meliana manté viva la pilota valenciana al Carrer de pilota de Meliana.

## Fills il·lustres
- Josep Rausell Sanchis (Meliana, 1929), professor i escultor.
- Toni Mollà (Meliana, 1957), escriptor i filòleg.
- Maria Jesús Bolta (Meliana, 1958), professora, traductora i escriptora.
- Albert Ferrer Orts (Meliana, 1965), professor, historiador de l'art, investigador, columnista i escriptor.
- Víctor Camarasa (Meliana, 1994), jugador de futbol.